# Francisco Aguirre (football)
Pour les articles homonymes, voir Francisco Aguirre (homonymie) et Aguirre.
Francisco Aguirre (né le 30 novembre 1908 au Paraguay et mort à une date inconnue) est un joueur de football international paraguayen, qui jouait en tant que milieu de terrain.

## Biographie
Durant sa carrière dans le club de l'Olimpia Asunción, dans la capitale du pays, il participe au championnat du Paraguay.
Joueur international, Aguirre participe aux Championnats sud-américains de 1929 et de 1937, ainsi qu'à la Coupe du monde de 1930 en Uruguay, sélectionné par l'entraîneur argentin José Durand Laguna avec 21 autres joueurs paraguayens. Sa sélection nationale tombe dans le groupe D avec les États-Unis et la Belgique. Les Paraguayens finissent à la deuxième place de ce dernier groupe et ne passent pas le premier tour.